# Koji Murofushi
Koji Alexander Murofushi (室伏 アレクサンダー 広治, Murofushi Arekusandā Kōji ; Numazu, 8 oktober 1974) is een voormalige Japanse kogelslingeraar en zowel olympisch als wereldkampioen. Hij behoorde vanaf 2001, toen hij zilver won op de wereldkampioenschappen in Edmonton, tot en met 2012, toen hij brons veroverde op de Spelen van Londen, tot de wereldtop.

## Loopbaan

### Aziatische successen en eerste mondiale schreden
Voordat Murofushi in het Westen naam begon te maken, had hij in Azië met de slingerkogel zijn sporen al dubbel en dwars verdiend. In 1993 had hij op de Oost-Aziatische Spelen al de bronzen medaille behaald, gevolgd door tweemaal zilver op de Aziatische kampioenschappen van 1994 en 1996. Op de Oost-Aziatische Spelen van 1997 veroverde hij vervolgens voor het eerst de gouden medaille, gevolgd door eveneens goud op de Aziatische Spelen van 1998. Inmiddels was hij in eigen land voor het eerst in 1995 nationaal kampioen geworden, de eerste van een ononderbroken serie van twintig titels. En ook op de Japanse Nationale Spelen tussen 1995 en 1999 won hij driemaal goud.
Jaren eerder, in 1992, had hij zich al voor het eerst ook op een mondiaal toernooi laten zien, bij de wereldkampioenschappen voor junioren. Hierin was hij nog vrij onopvallend als achtste geëindigd. In 1997 nam hij deel aan zijn eerste grote toernooi bij de senioren, de wereldkampioenschappen in Athene, waar hij tiende werd.
Een jaar later maakte hij in Sydney zijn olympisch debuut. Hij kwam in de finale niet verder dan de negende plaats, nadat hij zich in de eerste ronde met 78,49 als derde had gekwalificeerd.

### Olympisch kampioen
In 2002 won Murofushi het kogelslingeren op de Aziatische kampioenschappen en de Aziatische Spelen. In 2003 won hij een bronzen medaille op de WK in Parijs. In dat jaar gooide hij 84,86 m ver, wat tevens de verste worp was sinds jaren. Hiermee staat Murofushi vierde op de lijst aller tijden van kogelslingeraars (peildatum apr. 2019). Op de Olympische Spelen van Athene in 2004 werd hij tot winnaar uitgeroepen, nadat Adrián Annus uit Hongarije had geweigerd om een dopingcontrole te doen.
Op de Olympische Spelen in Peking werd Koji Murofushi vijfde met 80,71, maar vier maanden na de Spelen kreeg hij alsnog het brons toegekend door de diskwalificatie van twee Wit-Russen, Vadzim Dzevjatowski (zilverenmedaillewinnaar) en Ivan Tsichan (bronzenmedaillewinnaar). De beide Wit-Russen gingen in beroep bij het Hof van Arbitrage voor Sport, welke hen op basis van procedurefouten door het Chinese laboratorium in het gelijk stelde. Zij kregen hun medaille terug ten koste van de medaille van Murofushi.

### Familie
Murofushi komt uit een atletiekfamilie: zijn vader Shigenobu Murofushi is een kogelslingeraar die meedeed aan de Olympische Spelen en die tientallen jaren het Japans record in handen had. Zijn zus Yuka Murofushi beoefent naast het discuswerpen ook dit onderdeel en zijn moeder Serafina Moritz, was een Roemeens speerwerpster.

## Titels
- Olympisch kampioen kogelslingeren - 2004
- Wereldkampioen kogelslingeren - 2011
- Aziatische Spelen kampioen kogelslingeren - 1998, 2002
- Aziatisch kampioen kogelslingeren - 2002
- Oost-Aziatische Spelen kampioen kogelslingeren - 1997
- Japanse Nationale Spelen kampioen kogelslingeren - 1995, 1998, 1999, 2002
- Japans kampioen kogelslingeren - 1995 t/m 2014

## Persoonlijke records
| Onderdeel      | Prestatie    | Datum             | Plaats |
| -------------- | ------------ | ----------------- | ------ |
| discuswerpen   | 41,93 m      | 21 september 2002 | Madrid |
| kogelslingeren | 84,86 m (AR) | 29 juni 2003      | Praag  |

## Palmares

### kogelslingeren
- 1992: 8e WK U20 - 65,78 m
- 1993:  Oost-Aziatische Spelen - 66,78 m
- 1994:  Aziatische Spelen - 67,48 m
- 1995:  Japanse kamp. - 69,72 m
- 1995:  Japanse Nat. Spelen - 72,32 m
- 1996:  Japanse kamp. - 70,38 m
- 1997:  Japanse kamp. - 74,06 m
- 1997:  Oost-Aziatische Spelen - 73,40 m
- 1997: 10e WK - 74,82 m
- 1998:  Japanse kamp. - 76,67 m
- 1998:  Japanse Nat. Spelen - 78,41 m
- 1998:  Aziatische Spelen - 78,57 m
- 1999:  Japanse kamp. - 75,64 m
- 1999:  Japanse Nat. Spelen - 79,17 m
- 2000:  Japanse kamp. - 76,39 m
- 2000:  Grand Prix - 80,32 m
- 2000: 9e OS - 76,60 m (in kwal. 78,49 m)
- 2001:  Japanse kamp. - 78,83 m
- 2001:  WK - 82,92 m
- 2001:  Goodwill Games - 82,94 m
- 2001:  Oost-Aziatische Spelen - 79,68 m
- 2002:  Japanse kamp. - 79,15 m
- 2002:  Grand Prix - 81,14 m
- 2002:  Japanse Nat. Spelen - 77,09 m
- 2002:  Aziatische Spelen - 78,72 m
- 2002:  Wereldbeker - 80,08 m
- 2003:  Japanse kamp. - 83,29 m
- 2003:  WK - 80,12 m
- 2003: 4e Wereldatletiekfinale - 79,12 m
- 2004:  Japanse kamp. - 82,09 m
- 2004:  OS - 82,91 m
- 2005:  Japanse kamp. - 76,47 m
- 2006:  Japanse kamp. - 80,17 m
- 2006:  Wereldbeker - 82,01 m
- 2006:  Wereldatletiekfinale - 81,42 m
- 2007:  Japanse kamp. - 79,24 m
- 2007: 6e WK - 80,46 m
- 2008:  Japanse kamp. - 80,98 m
- 2008: 5e OS - 80,71 m
- 2009:  Japanse kamp. - 78,25 m
- 2010:  IAAF Hammer Throw Challenge
- 2010:  Japanse kamp. - 77,35 m
- 2011:  Japanse kamp. - 77,01 m
- 2011:  WK - 81,24 m
- 2012:  Japanse kamp. - 72,85 m
- 2012:  OS - 78,71 m
- 2013:  Japanse kamp. - 76,42 m
- 2014:  Japanse kamp. - 73,93 m

1900: John Flanagan ·
1904: John Flanagan ·
1908: John Flanagan ·
1912: Matt McGrath ·
1920: Patrick Ryan ·
1924: Fred Tootell ·
1928: Pat O'Callaghan ·
1932: Pat O'Callaghan ·
1936: Karl Hein ·
1948: Imre Németh ·
1952: József Csermák ·
1956: Harold Connolly ·
1960: Vasili Roedenkov ·
1964: Romuald Klim ·
1968: Gyula Zsivótzky ·
1972: Anatoli Bondartsjoek ·
1976: Joeri Sedych ·
1980: Joeri Sedych ·
1984: Juha Tiainen ·
1988: Sergej Litvinov ·
1992: Andrej Abdoevalijev ·
1996: Balázs Kiss ·
2000: Szymon Ziółkowski ·
2004: Koji Murofushi ·
2008: Primož Kozmus ·
2012: Krisztián Pars ·
2016: Dilsjod Nazarov ·
2020: Wojciech Nowicki ·
2024: Ethan Katzberg
1983 Sergej Litvinov · 
1987 Sergej Litvinov · 
1991 Joeri Sedych · 
1993 Andrej Abduvalijev · 
1995 Andrej Abduvalijev · 
1997 Heinz Weis · 
1999 Karsten Kobs · 
2001 Szymon Ziółkowski · 
2003 Ivan Tsichan · 
2005 Ivan Tsichan ·
2007 Ivan Tsichan ·
2009 Primož Kozmus ·
2011 Koji Murofushi ·
2013 Paweł Fajdek ·
2015 Paweł Fajdek ·
2017 Paweł Fajdek ·
2019 Paweł Fajdek ·
2022 Paweł Fajdek ·
2023 Ethan Katzberg
- CiNii: DA14523073
- World Athletics: 14204741
- International Standard Name Identifier: 0000 0003 7571 0966
- Bibliotheek van het Japanse parlement: 01210656
- Virtual International Authority File: 252203770